# تیتانیا (مارول کامیکس)
تیتانیا (به انگلیسی: Titania) با نام اصلی مری مک‌فرن، یک شخصیت خیالی ابرشرور در کتاب‌های کامیک منتشر شده توسط مارول کامیکس است. این شخصیت توسط جیم شوتر و مایک زک خلق شده‌است؛ که برای نخستین بار در جنگ‌های مخفی شماره ۳ام (ژوئیه ۱۹۸۴) حضور پیدا کرد. تیتانیا به عنوان یکی از قدرتمندترین انسان‌های زن در دنیای مارول شناخته می‌شود و همسر مرد جاذب می‌باشد. وی یکی از دشمنان اصلی هالک-دخت محسوب می‌شود و همچنین یکی از اعضای چندین تجسم گروه‌های استادان شیطان و چهار وحشتناک است.
او که قدرت‌هایش شامل زور و استقامت ابرانسانی، مقاومت زیاد در برابر صدمات فیزیکی، مبارز خیابانی حرفه‌ای می‌شود، عضو گروه‌های ابرتبه‌کارانه‌ای چون استادان شیطان، فمیزون‌ها و چهار وحشتناک است.
مری مک‌فرن دومین ابرشروری به‌شمار می‌رود که از نام تیتانیا استفاده می‌کند. اولین تیتانیا تحت نام دیویدا دیویتو یک کشتی‌گیر زن بود که توسط شخصیت آفت دنیای مردگان ترور شد. بعد از رستاخیزش، قدرت‌هایش را از دست داد و نام هرزه را به خود گرفت.